# ادوارد فاکس
ادوارد چارلز موریس فاکس (انگلیسی: Edward Charles Morice Fox؛ زادهٔ ۱۳ آوریل ۱۹۳۷) هنرپیشه اهل بریتانیا است. وی از سال ۱۹۵۸ میلادی تاکنون مشغول فعالیت بوده‌است.

## گزیدهٔ نقش‌آفرینی‌ها
- نبرد بریتانیا (۱۹۶۹)
- روز شغال (۱۹۷۳)
- گالیلئو (۱۹۷۴)
- این زندگی ورزشی (۱۹۷۴)
- ادوارد و خانم سیمپسون (۱۹۷۸)
- نیروی ۱۰ از ناوارون (۱۹۷۸)
- گاندی (۱۹۸۲)
- پلی در دوردست (۱۹۷۷)
- دوئل‌بازها (۱۹۷۷)
- متصدی لباس (۱۹۸۳)
- بونتی (۱۹۸۴)
- خطر قلب (۱۹۸۷)
- رابین هود (۱۹۹۱)
- یک ماه در کنار دریاچه (۱۹۹۵)
- شاهزاده والیانت (۱۹۹۷)
- همه مردان ملکه (۲۰۰۱)
- اهمیت جدی بودن (۲۰۰۲)
- نیکلاس نیکلبی (۲۰۰۲)
- جایگاه زیبایی (۲۰۰۴)
- متصدی لباس (۲۰۱۵)